# 1421 w literaturze
Wydarzenia literackie w 1421 roku.

## Urodzili się
- Sōgi, poeta japoński